# Muza (czasopismo)
Muza: magazyn muzyczny – polski magazyn muzyczny, miesięcznik, który ukazywał się od kwietnia/maja 2003 do grudnia 2003 (w sumie ukazało się 8 numerów). Według słów redaktora naczelnego, Daniela Wyszogrodzkiego, magazyn ten skierowany był do „szeroko pojętych miłośników muzyki” i „poświęcony wszystkim gatunkom muzycznym”.
Wydawcą czasopisma było Muza Press, czyli Włodzimierz Wieczorek (twórca wydawnictwa muzycznego In Rock). Strona internetowa „Muzy” znajdowała się pod adresem http://www.muza.art.pl. Cena pisma wynosiła 7,90 PLN.
„Muza” zdobyła 6.1 punktu na 10 możliwych w rankingu prestiżowego miesięcznika „Press”, wyprzedzając takie magazyny, jak „Przekrój” czy „Duży Format”.

## Zawartość
Główną tematykę czasopisma stanowiła szeroko pojęta współczesna muzyka rozrywkowa (m.in. rock, pop, alternatywa, muzyka klubowa, r’n’b, hip-hop, muzyka filmowa, world music, metal, blues, jazz) a także muzyka poważna.
W „Muzie” można było znaleźć m.in.:
- wiadomości i anegdoty ze świata muzyki i okolic
- relacje z koncertów
- wywiady z artystami z Polski i zagranicy
- biografie artystów
- recenzje płyt CD, DVD oraz książek
- felietony
- artykuły na temat historii muzyki, kalendarium muzyczne
- rubrykę "Czarne naleśniki", w której przedstawiano pokrótce sylwetki polskich DJ-ów i polecane przez nich płyty gramofonowe
- muzyczne "podróże" – opisy różnych miejsc na świecie od strony muzycznej
- nowinki techniczne (dotyczące sprzętu do odtwarzania muzyki)
- "tajniki" nagrywania i produkcji muzycznej – artykuł "Muza od kuchni" autorstwa Andrzeja „Lalina” Kasprzyka w numerze 8 (ostatnim) czasopisma
- "powieść" w odcinkach, komiksy

W jednym numerze mieściło się od 125 do 145 recenzji. Przyjęto system oceniania w skali pięciostopniowej. Punktem wyjścia w skali oceniania był środek skali, czyli "trójka" – oznaczała ona np. "dobrą płytę dobrego artysty". "Czwórka" oznaczała płytę (DVD, książkę) "wybijającą się, bardzo dobrą, wybitną", "piątka" – płytę "historyczną, ponadczasową, taką, która w sposób trwały zmieniała oblicze muzyki".

## Ludzie

### Redakcja
- Daniel Wyszogrodzki – redaktor naczelny
- Leszek Gnoiński – zastępca redaktora naczelnego
- Ewa Śródka (Jazz Radio[5]) – sekretarz redakcji
- Dagny Kurdwanowska („Nowy Dziennik”[6], PR[6]) – redaktor (w redakcji od numeru 4, współpracująca jednak z „Muzą” od początku)

### Felietoniści
Do grupy felietonistów należeli: Kasia Nosowska, Kuba Sienkiewicz, Kuba Wojewódzki, Grzegorz Brzozowicz i Jan Latus (Nowy Jork; redaktor nowojorskiego „Nowego Dziennika” oraz krytyk teatralny).

### Korespondenci
Do grupy korespondentów należeli: Piotr Mikołajczak (Paryż; numery 1-4), Michał Dzierża – BBC (Londyn; numery 5-8), Rafał Motriuk – BBC (Londyn; numery 1-8), Wojciech Bożyk (Nowy Jork; numery 1-8) i Greg Przygocki (Toronto; numery 1-8).

### Współpracownicy
Do grupy współpracowników (lista osób zaliczanych do tego grona publikowana była na stronie 1 każdego wydania) należeli m.in.:

- Anita Bartosik (pseud. b@anita; numery 1-8; współpracowała m.in. z pismem Brum[7])
- Agnieszka Borkowska (numery 1-8)
- Tomek Broda (numery 1-8: karykatury muzyków)
- Dawid Brykalski (numery 7-8)
- Grzegorz Brzozowicz (numery 1-8)
- Stanisław Bukowski (numery 1-4; Polskie Radio)
- Piotr 'Berger' Czerwiński (numery 4-8)
- Michał Figurski (numery 3-8)
- Jacek Frąś (numery 5-8)
- Marek Garztecki (numery 1-8)
- Maciek „Magura” Góralski (numery 6-8)
- Cezary Gumiński (numery 1-8; Jazz Radio[5])
- Lesław Haliński (numery 1-8; autor m.in. biografii Björk, tłumacz Antologii tekstów i przekładów 1968-2002 Rogera Watersa oraz Tekstów i przekładów Stinga)
- Jacek Hawryluk (numery 1-3; Polskie Radio)
- Przemysław Jurek (numery 5-8; „Przekrój”[3])
- Karolina Kosińska (numery 1-8)
- Marcin Kostaszuk (numery 1-8)
- Paweł Kostrzewa (numer 2; PR3)
- Sylwester Latkowski (numery 7-8)
- Arkadiusz Lerch (numery 1-2; „Metal Hammer”)
- Dagmara Leszkowicz (numery 1-8)
- Lexus, właśc. Maciej Kasprzyk[8] (numery 5-8; Jazz Radio[9][10])
- Stanisław Maciąg (numery 2-8)
- Radosław 'DJ Roku' Okrasko (numery 4-8; Jazz Radio[5][11])
- Wojciech Ossowski (numery 1-4)
- Maria Pachnicka (numery 1-8)
- Paweł Piotrowicz (numery 1-8)
- Roman Rogowiecki (numery 5-8)
- Jan Skaradziński (numery 5-8)
- Grzegorz 'Sorbee' Sorbian (numery 5-8; red. naczelny Jazz Radia[5])
- Piotr Stelmach (numery 1-8; PR3)
- Tomasz Szachowski (numery 1-8; „Jazz Forum”, PR2)
- Ola (Olga) Szaczkus (numery 1-8)
- Marta Szelichowska-Kiziniewicz (numey 1 i 8; autorka biografii Chylińska o sobie samej, tłumaczka Młot Bogów – Saga Led Zeppelin)
- Tomasz Szmajter (numery 1-2; In Rock[12]; tłumacz części poświęconej Pink Floyd w Antologii tekstów i przekładów 1968-2002 Rogera Watersa oraz Antologii tekstów i przekładów Metalliki, a także biografii The Beatles i książki Jim Morrison – Święto przyjaciół Franka Lisciandro, autor, wspólnie z Rolandem Burym, biografii Deep Purple[12])
- Jarek Szubrycht (numery 1-8)
- Marta Ślendak (numery 1-8)
- Barbara Tenderenda (numery 1-4)
- Magdalena Tokarska (numery 4-8)
- Jakub Wandachowicz – pod pseudonimem „Dżimi” (numery 5-8: powieść w odcinkach)
- Jerzy Wasiukiewicz (numery 1-8: komiksy oparte na tekstach znanych przebojów[1])
- Arkadiusz Wawer (numery 4-8)
- Maciej Werk (numery 1-3)
- Sławek Wierzcholski (numery 1-8)
- Jacek Żuławnik (numery 1-8)